# Supermarket Sweep
Supermarket Sweep est le court métrage de fin d'études réalisé par Darren Aronofsky (réalisateur de Pi, Requiem for a Dream, The Fountain, The Wrestler) en 1991, avec Sean Gullette (acteur principal de Pi).